# Lena Skoglund
Lena Margareta Skoglund, född Ringström den 14 augusti 1943 i Moliden, Mo församling i Västernorrlands län, är en svensk biblioteksman.
Lena Skoglund avlade filosofisk ämbetsexamen vid Göteborgs universitet 1967 och examen vid Bibliotekshögskolan 1973. Hon anställdes vid Kungälvs stadsbibliotek 1968, vid Aranässkolan i Kungsbacka 1973 och i Partille kommun 1974. Lena Skoglund var lektor vid Högskolan i Borås 1975–1989, länsbibliotekarie i Örebro län 1989–1991, kulturchef i Örebro kommun 1991–1996, vice verkställande direktör vid Malmö Musikteater 1997–1998 och förvaltningschef vid Regionbiblioteket i Västra Götalands län från 1999. Hon var expert i folkbiblioteksutredningen 1980–1985, styrelseledamot i Kulturrådet 1987–1996, i Bibliotekstjänst 1991–1995, vice ordförande där 1993 samt ledamot av linjenämnden för kultur- och informationsyrken vid Högskolan i Örebro 1990–1993 och ordförande där 1993. 
Lena Skoglund har publicerat Passa upp, passa, passa vidare – barnkultur i praktiken (redaktör, 1982) och Tekniska fakta eller naturvetenskapliga kunskaper (1987) samt olika artiklar och uppsatser om kulturpolitik, biblioteksfrågor och barnkultur.